# Jdi na to
Jdi na to je italsko-americký komediální film, který v roce 1983 natočil režisér E.B. Clucher.

## Děj
Poté, co osud svede Roscoa (Terence Hill) a Douga (Bud Spencer) dohromady, považují je agenti CIA za špičkové špióny Steinberga a Masona. Rosco ani Doug se nebrání, protože obdrželi kufr plný peněz. Šéf CIA (David Huddleston) je tedy posílá do miamského hotelu. Zde musí čelit útokům gangstera K1 (Buffy Dee), který chce pomocí nárazu rakety do raketoplánu vymazat ze světa všechna čísla.

## Obsazení
| Terence Hill     | Rosco Frazer a Steinberg |
| Bud Spencer      | Doug O'Riordan a Mason   |
| Buffy Dee        | K1                       |
| David Huddleston | Tygr                     |
| Riccardo Pizzuti | Infido                   |
| Faith Minton     | Nádhera                  |
| Dan Rambo        | Jeremy Scott             |
| Dan Fitzgerald   | recepční                 |
| Al Nestor        | prodavač hamburgerů      |
| Harold Bergman   | Sam                      |